# Марк Досс
Марк Стівен Досс (англ. Mark Steven Doss; нар. 2 липня 1957, Клівленд, Огайо, США) — афроамериканський бас-баритон, лавреат премії «Греммі», який виступає на оперній сцені, концертах і сольно. Виконував головні ролі у багатьох міжнародних оперних трупах, зокрема Міланській Ла Скалі, Віденській державній опері, Ліричній опері Чикаго, Опері Сан-Франциско, Королівському оперному театрі Ковент-Гарден, Німецькій державній опері Берліна, Брюссельськомц Ла Монне, Канадській оперній трупі та Франкфуртській опері. Мешкає періодично у Торонто й Ері, Пенсільванія.

## Молодість й освіта
Народився 2 липня 1957 року у Клівленді, штат Огайо. Навчався у місцевій Східній технічній середній школі, у якій, окрім участі у спортивних гуртках, брав уроки драматичного та хорового мистецтва, а також виступав у шкільній постановці «Годспелла». Після закінчення середньої школи та літньої програми, присвяченої навчанню виконавським мистецтвам, він прагнув стати католицьким священником, тому вступив до семінарії Коледжу святого Йосипа у Ренсселіері, Індіана.
Під час навчання у коледжі Досс продовжував відвідувати музичні курси та виступав у сольних концертах і постановках музичного театру. За два роки він залишив семінарію і продовжив здобувати освіту у галузі музики та соціології.
У 1980—1983 роках здобував ступінь магістра у Школі музики Університету Індіани, вивчаючи вокал у Вальтера Касселя та Нікола Россі-Лемені. Першим оперним виступом Досса стала роль Гана Кончака у постановці музичного театру Університету Індіани «Князь Ігор» Бородіна. Він виконав загалом шість ролей в Університеті Індіани, зокрема Мефістофеля у «Фаусті», яку він неодноразово повторював протягом професійної кар'єри.

## Кар'єра
Після навчання в Опері Санта-Фе у 1983 році, де він працював з Ніко Кастелем, Томасом Стюартом, Мартіном Кацом і Джоном Фіоре, він став членом ансамблю Чиказького центру ліричної опери для американських артистів. Після дворічного учнівства у Чикаго Досс, у січні 1986 року, приєднався до Метрополітен-опера у Нью-Йорку.
Відтоді Досс виступав у багатьох провідних міжнародних оперних трупах, зокрема Ліричній опері Чикаго, Канадській оперній компанії, Опері Сан-Франциско, Брюссельському Театрі Ла Монне, Німецькій опері Берліна, Ковент-гардені, Театрі ла Феніче, Флорентійський музичний театр, Франкфуртській опері, Нью-Йорк сіті опері, Німецькій державній опері та Ла Скалі.
Серед його ролей — головна роль у «Мефістофелі» Бойто, Ескамілло у «Кармен», Мефістофель у «Фаусті», Заккарія в «Набукко», Лепорелло в «Дон Жуані», Раймондо в «Лючії ді Ламмермур», первосвященник у «Самсоні та Далілі», Ярослав Прус у «Засіб Макропулоса», Йоганаан в «Саломеї», Амонасро в «Аїді», Мустафа в «Італійській мові в Алжирі», Тоас в «Іфігенії в Тавриді», Алідоро в «Попелюшці», Арганте в «Рінальдо», Скарпіа в опері «Тоска» тощо. Протягом своєї кар'єри Досс виступав з такими оперними артистами як Пласідо Домінго, Рене Флемінг і Деніс Грейвс.
Досс дебютував у міланській Ла Скалі у 2004 році як Ескамільо в «Кармен». Відтоді він був постійним виконавцем Ла Скали, зокрема виконував роль Амонасро в оперній постановці «Аїди» Верді 6 липня 2009 року. У 2009 році Досс виконав партії Мефістофеля у «Фаусті» Гуно з Оперою Тампа, Амонасро в «Аїді» Верді в Ла Скалі та у Тель-Авіві (з гастролями Ла Скали), Йоганаана у «Саломеї» Штрауса з Німецькою державною оперою та Премисла в опері «Шарка»Леоша Яначека з Театром ла Феніче у Венеції.
У 2010 році відбулась низка виступів в італійських оперних театрах (багато з них були дебютними) як Йоганаан у «Саломеї» у рамках Флорентійського музичного травня, Ескамілло з «Кармен» на Веронській арені, Бальстрод у «Пітері Граймсі» у Театрі Реджо, Йоганаан у Муніципальному театрі Болоньї й Ескамільо у Муніципальному театрі Салерно. Восени 2011 року Досс також уклав контракт на повторний виступ із Канадською оперною компанією.
Між гастролями Досс періодично мешкає у Торонто або Пенсільванії. Одружений з Доун Рівард і має двох синів від попередніх стосунків.

## Нагороди
Досс є лавреатом Planet Africa Entertainment Award 2011 за численні досягнення як приклад для наслідування для молоді. У 1993 році Досс отримав премію «Греммі» (категорія «Найкращий оперний запис») за виконання на Deutsche Grammophon «Семела» Генделя під керівництвом Джона Нельсона. У 1986 році він отримав першу премію на Міжнародному конкурсі Верді у Буссето, Італія, а також став переможцем у фіналі Метрополітен-опера того ж року. У 1987 році він отримав премію Джорджа Лондонського оперного театру Національного інституту музичного театру.

## Викладання
У 1995—1997 роках Досс обіймав посаду доцента з вокалу в Університеті штату Мічиган в Іст-Лансінгу. Він залишив посаду через несумісність з графіком виступів. Досс час від часу проводить майстер-класи з вокалу та працює з учнівством з професійних оперних компаній.

## DVD
- Аїда (2004, Opus Arte) з Ла Монне (Брюссель)
- Саломея (2007, Rai Trade) з Театром Ла Скала

## Записи
- Bel Canto Arias, Кетлін Батл (1993, Deutsche Grammophon)
- Семела (1993, Deutsche Grammophon) з Кетлін Батл у ролі Семели, диригент Джон Нельсон
- Amistad (1998, New World Records), з Ліричною оперою Чикаго
- Florencia en el Amazonas (2001, Albany Records), з Houston Grand Opera, диригент Патрік Саммерс
- Мефістофель (2004, hr-musik.de), з Франкфуртською оперою

## Телевізійні постановки
- Євгеній Онєгін (1985 VC #0981) з Ліричною оперою Чикаго
- X: Життя та часи (1986 PBS / NET, Музей Гуггенхайма)
- Распутін (1988, PBS / NET, Музей Гуггенхайма)
- Ріголетто («Наживо з Лінкольн-центру», дата ефіру: 21 вересня 1988 — 13 сезон, епізод 4) з New York City Opera
- Чарівна флейта («Наживо з Лінкольн-центру», дата ефіру: 14 жовтня 1987 — 12 сезон, епізод 5) з New York City Opera
- L'italiana in Algeri (2000, Radiotelevisione Italiana — RAIDUE) з театром Regio Torino